# Gullarp
Gullarp is een plaats in de gemeente Eslöv in Skåne, de zuidelijkste provincie van Zweden. De plaats heeft 55 inwoners (2000) en een oppervlakte van 9 hectare.